# Paha (Washington)
Paha az Amerikai Egyesült Államok északnyugati részén, Washington állam Adams megyéjében elhelyezkedő önkormányzat nélküli település.
Paha postahivatala 1886 és 1943 között működött. A település neve egy indián kifejezésből ered.

## Fordítás
- Ez a szócikk részben vagy egészben  a   Paha, Washington című angol Wikipédia-szócikk ezen változatának fordításán alapul.  Az eredeti cikk szerkesztőit annak laptörténete sorolja fel. Ez a jelzés csupán a megfogalmazás eredetét és a szerzői jogokat jelzi, nem szolgál a cikkben szereplő információk forrásmegjelöléseként.